# ポエトリーエンジェル
『ポエトリーエンジェル』は、2017年公開の日本の映画。監督は飯塚俊光、主演は岡山天音。和歌山県「地域・ひと・まちづくり補助事業」を活用して製作された地域映画。

## ストーリー
高校卒業後、実家の梅農家で働く玉置勤には妄想癖があり、自分の妄想を発揮できる場所を探し求めていた。ある時、声と言葉のスポーツである「詩のボクシング」の存在を知り、興味を抱いた玉置は、「詩のボクシング教室」に通うようになる。

## キャスト
- 玉置 勤 - 岡山天音
- 丸山 杏 - 武田玲奈
- 玉置 靖（勤の父） - 鶴見辰吾
- 玉置真理（勤の母） - 美保純
- 中島甚次郎 - 下條アトム
- 林 俊太郎（先生） - 東京03 角田晃広
- 板屋智恵子 - 山田真歩
- 土井浩二 - 芹澤興人
- 説明会に参加した男 - 山﨑賢人
- 説明会勧誘の美人 - 安田聖愛

春山西高校エンジェルス
- 林原さとみ - 小川あん
- 藤森みう - 仲谷香春
- ルイコスタ中島 - アンジェラ
- 安岡夏海 - 富田望生
- 松島麻里子 - 染野有来

## スタッフ
- 監督・脚本：飯塚俊光
- 主題歌 ：Mrs. GREEN APPLE「soFt-dRink」 [3]
- 配給・宣伝：アークエンタテイメント

## 受賞
- 第32回高崎映画祭最優秀新進男優賞：岡山天音（ポエトリーエンジェル）[4]

## 関連商品
- ホームメディア
  - ポエトリーエンジェル（2017年11月8日発売）